# Eriopyga ignescens
Eriopyga ignescens är en fjärilsart som beskrevs av William Schaus 1903. Eriopyga ignescens ingår i släktet Eriopyga och familjen nattflyn. Inga underarter finns listade i Catalogue of Life.